# Red Bull RB10
Der Red Bull RB10 war der zehnte Formel-1-Rennwagen von Red Bull Racing. Am 30. Januar 2014 wurde er auf dem Circuito de Jerez der Öffentlichkeit vorgestellt und in der Formel-1-Saison 2014 eingesetzt.

## Technik und Entwicklung
Der RB10 war das Nachfolgemodell des RB9, wobei sich das Fahrzeug aufgrund von Regeländerungen für die Formel-1-Saison 2014 optisch wie auch technisch deutlich vom Vorgängermodell unterschied.
Angetrieben wurde der Wagen vom neuentwickelten Renault Energy F1 2014, einem 1,6-Liter-V6-Motor mit einem Turbolader. Das ERS stammte ebenfalls von Motorenhersteller Renault, das Achtganggetriebe entwickelte Red Bull selbst.
Auffällig ist, dass beim RB10 keine Halterung für die an der Fahrzeugnase laut Reglement vorgeschriebene Kamera für die TV-Übertragung sichtbar war. Red Bull hatte die Kamera unterhalb der Eitelkeitsblende positioniert, die Aufnahmen wurden durch ein kleines Loch in der Blende gemacht.
Nachdem die FOM beanstandet hatte, dass die Bilder der Onboard-Kameras nicht dem Standard genügten, musste Red Bull die Kamera ab dem Großen Preis von Monaco in einer externen Halterung an der Nase befestigen. Die FOM berief sich dabei auf eine Zeichnung im Anhang zu Paragraph 20 des Reglements, wonach eine Kamera außen zu montieren sei.

## Lackierung und Sponsoring
Die Grundfarben des Red Bull RB10 waren Dunkelblau und Lila. Auf dem Fahrzeug wurden neben Sponsorenaufklebern von Infiniti auf den Seitenkästen großflächige Aufkleber von Red Bull platziert, auf der Airbox und an der Nase das Red-Bull-Logo, auf Front- und Heckflügel der Red-Bull-Schriftzug. Weitere Sponsoren auf dem Fahrzeug waren Rauch Fruchtsäfte, Renault und Total.

## Fahrer
Red Bull trat 2014 mit dem Fahrerduo Daniel Ricciardo und Sebastian Vettel an. Mark Webber wechselte in die FIA-Langstrecken-Weltmeisterschaft (WEC) zu Porsche. Mit Ricciardo wechselte, wie bereits Vettel 2009, ein Fahrer aus dem Schwesterteam Toro Rosso zu Red Bull.

## Ergebnisse
| Fahrer               | Nr.                  | 1   | 2   | 3 | 4 | 5 | 6   | 7 | 8   | 9 | 10 | 11 | 12 | 13 | 14 | 15 | 16 | 17 | 18  | 19 | Punkte | Rang |
| -------------------- | -------------------- | --- | --- | - | - | - | --- | - | --- | - | -- | -- | -- | -- | -- | -- | -- | -- | --- | -- | ------ | ---- |
| Formel-1-Saison 2014 | Formel-1-Saison 2014 |     |     |   |   |   |     |   |     |   |    |    |    |    |    |    |    |    |     |    | 405    | 2.   |
| S. Vettel            | 1                    | DNF | 3   | 6 | 5 | 4 | DNF | 3 | DNF | 5 | 4  | 7  | 5  | 6  | 2  | 3  | 8  | 7  | 5   | 8  | 405    | 2.   |
| D. Ricciardo         | 3                    | DSQ | DNF | 4 | 4 | 3 | 3   | 1 | 8   | 3 | 6  | 1  | 1  | 5  | 3  | 4  | 7  | 3  | DNF | 4  | 405    | 2.   |

| Legende  | Legende            | Legende                                                          |
| Farbe    | Abkürzung          | Bedeutung                                                        |
| -------- | ------------------ | ---------------------------------------------------------------- |
| Gold     | –                  | Sieg                                                             |
| Silber   | –                  | 2. Platz                                                         |
| Bronze   | –                  | 3. Platz                                                         |
| Grün     | –                  | Platzierung in den Punkten                                       |
| Blau     | –                  | Klassifiziert außerhalb der Punkteränge                          |
| Violett  | DNF                | Rennen nicht beendet (did not finish)                            |
| Violett  | NC                 | nicht klassifiziert (not classified)                             |
| Rot      | DNQ                | nicht qualifiziert (did not qualify)                             |
| Rot      | DNPQ               | in Vorqualifikation gescheitert (did not pre-qualify)            |
| Schwarz  | DSQ                | disqualifiziert (disqualified)                                   |
| Weiß     | DNS                | nicht am Start (did not start)                                   |
| Weiß     | WD                 | zurückgezogen (withdrawn)                                        |
| Hellblau | PO                 | nur am Training teilgenommen (practiced only)                    |
| Hellblau | TD                 | Freitags-Testfahrer (test driver)                                |
| ohne     | DNP                | nicht am Training teilgenommen (did not practice)                |
| ohne     | INJ                | verletzt oder krank (injured)                                    |
| ohne     | EX                 | ausgeschlossen (excluded)                                        |
| ohne     | DNA                | nicht erschienen (did not arrive)                                |
| ohne     | C                  | Rennen abgesagt (cancelled)                                      |
| ohne     | keine WM-Teilnahme |                                                                  |
| sonstige | P/fett             | Pole-Position                                                    |
| sonstige | 1/2/3/4/5/6/7/8    | Punktplatzierung im Sprint-/Qualifikationsrennen                 |
| sonstige | SR/kursiv          | Schnellste Rennrunde                                             |
| sonstige | *                  | nicht im Ziel, aufgrund der zurückgelegten Distanz aber gewertet |
| sonstige | ()                 | Streichresultate                                                 |
| sonstige | unterstrichen      | Führender in der Gesamtwertung                                   |